# جوزيف إيلانغا
جوزيف إيلانغا (بالفرنسية: Joseph Elanga)‏ (مواليد 2 مايو 1979) هو لاعب كرة قدم. يلعب مع منتخب الكاميرون لكرة القدم. سبق له أن لعب في كأس العالم لكرة القدم مع منتخب بلاده.

## روابط خارجية
- جوزيف إيلانغا على موقع الاتحاد الدولي (مؤرشف)  (الإنجليزية)
- جوزيف إيلانغا على موقع اتحاد السويد (السويدية)
- جوزيف إيلانغا على موقع قاعدة بيانات كرة القدم.إي يو (الإنجليزية)
- جوزيف إيلانغا على موقع ناشيونال فوتبول تيمز (الإنجليزية)
- جوزيف إيلانغا على موقع Soccerway.com (الإنجليزية)
- جوزيف إيلانغا على موقع عالم كرة القدم.نت (الإنجليزية)